# Cascara (Rhythmus)
Die Cascara ist ein weit verbreiteter Rhythmus, welcher auch oft kombiniert mit der Clave als Begleitung gespielt wird. Soli werden ebenfalls oft auf dem Rhythmus der Cascara aufgebaut.
Auf einer 2/3 Son-Clave (auch Salsa-Clave) schlägt die Cascara auf den Zählzeiten:
1, 2, 3, 3+, 4+, 5, 6, 6+, 7+, 8+
Um die Cascara zu spielen, gibt es einen sehr einfachen Spruch, den man sich einfach aufsagt:
Du gehst, du gehst schon? – Ich geh jetzt wirklich!
Dabei werden immer die Silben gespielt, also: Du-Gehst--Du-Gehst--Schon--Ich-Geh--Jetzt--Wirk-lich-. Zwei Bindestriche (--) stellen in etwa eine kurze Zäsur dar.
(Das "Geh" ist auf der 1. Nach den Zählzeiten einer 2/3 Clave wie oben müsste man also sagen: Geh--Jetzt--Wirk-lich--Du-Gehst--Du-Gehst--schon--Ich-)